# 中山文十郎
中山 文十郎（なかやま ぶんじゅうろう、1964年5月15日 - ）は、日本の小説家、漫画原作者。男性。代表作は原作やテレビアニメ化もされた『まほろまてぃっく』である。

## 来歴・人物
ペンネームの由来は、時代劇『助け人走る』で田村高廣が演じた主人公・中山文十郎（読みは同じ）。アダルトゲームが原作の『同級生』と、一般向け漫画が原作の『うしおととら』をそれぞれノベライズしていたころは、作品によって城池勝幸などのペンネームを使い分けていたが、『まほろまてぃっく』のヒット以降は一般向け作品でも一貫して中山文十郎名義を用いている。
漫画家の安西信行とは旧知の仲。また、安西のアシスタント時代の同僚である井上和郎や、彼らの師匠である藤田和日郎の作品のノベライズも手がけている。
オリジナル作品である『雪菜のねがい』の単行本には、藤田が解説を寄せている。

## 作品リスト
- うしおととら（原作・イラスト：藤田和日郎、『週刊少年サンデー』、1993年 - 1995年、小学館）
  - スーパークエスト文庫版（全4巻。城池勝幸名義）
    1. VOL.1 「我は冥界に斬り結ぶ」1993年1月20日発行 ISBN 4-09-440061-3
    2. VOL.2 「妖美術 アート・オブ・ザ・ダークネス」 1993年8月20日発行 ISBN 4-09-440062-1
    3. VOL.3 「風霜に舞うひとひら」 1994年5月20日発行 ISBN 4-09-440063-X
    4. VOL.4 「妖病棟」1995年11月1日発行 ISBN 4-09-440064-8

  - ガガガ文庫版（中山文十郎名義）
    1. うしおととら(1)「我は冥界に斬り結ぶ」「妖美術 アート・オブ・ザ・ダークネス」2008年12月19日発売 ISBN 978-4-09-451109-3
    2. うしおととら(2)「風霜に舞うひとひら」「妖病棟」2009年1月21日発売 ISBN 978-4-09-451114-7
- 同級生（全3巻。原作：蛭田昌人、表紙・口絵イラスト：竹井正樹、挿絵：珠梨やすゆき、1994年 - 1997年、ワニブックス）
  1. 「もうひとつの夏休み」 1994年12月10日発行 ISBN 4-8470-3115-6
  2. 「星空の記憶」 1995年12月30日発行 ISBN 4-8470-3174-1
  3. 「きっと、忘れない夏」 1997年5月10日発行 ISBN 4-8470-3210-1
- 雪菜のねがい（上下巻。キャラクターデザイン・イラスト：陽気婢、1999年、ワニブックス）
  1. 上巻 ISBN 4-8470-3315-9
  2. 下巻 ISBN 4-8470-3319-1
- まほろまてぃっく[2]（全8巻。作画：ぢたま（某）、『コミックガム』、1999年 - 2004年、ワニブックス）
- 音禰（おとね）のないしょ（作画：井上和郎、2004年、『葵DESTRUCTION! 井上和郎短編集』内 ISBN 978-4-09-121057-9）
- シャイナ・ダルク 〜黒き月の王と蒼碧の月の姫君〜（全4巻。作画：緋賀ゆかり、2006年 - 2009年、アスキー・メディアワークス）
  1. 2007年4月27日発行 ISBN 978-4-8402-3868-7 （第1話 - 第4話）
  2. 2007年8月27日発行 ISBN 978-4-8402-4009-3 （第5話 - 第9話）
  3. 2008年3月21日発行 ISBN 978-4-8402-4198-4 （第10話 - 第13話）
  4. 2009年3月27日発行 ISBN 978-4-04-867718-9 （第14話 - 最終話）
- 仕上げに殺陣あり（全4巻。作画：今ノ夜きよし、『月刊電撃コミックガオ！』、『月刊コミックガム』、2007年 - 2011年、ワニブックス）
- まにゅーば!rideAT（全3巻。作画：山鳥おふう、『コミックガム』、2011年 - 2012年、ワニブックス）
  1. 2011年6月25日発行 ISBN 978-4-8470-3775-7
  2. 2011年12月24日発行 ISBN 978-4-8470-3795-5
  3. 2012年3月10日発行 ISBN 978-4-8470-3813-6
- SARASA（作画：平手将之、『コミックバーズ』、2011年 - 2012年、幻冬舎）
- えくすぷろ〜ど∞（漫画：星野円、コスチュームデザイン：駒都えーじ，『チャンピオンREDコミックス』，2014年11月20日発行，秋田書店 ISBN 978-4-253-23574-7）